# Marcus M. Payk
Marcus M. Payk (* 1973) ist ein deutscher Historiker und seit September 2018 Professor für Neuere und Neueste Geschichte an der Helmut-Schmidt-Universität/Universität der Bundeswehr Hamburg.

## Leben
Von 1993 bis 1999 studierte Payk Geschichts-, Rechts- und Sozialwissenschaften an der Ruhr-Universität Bochum und der Westfälischen Wilhelms-Universität Münster. Von 2001 bis 2008 war er wissenschaftlicher Mitarbeiter am Zentrum für Zeithistorische Forschung. Nach der Promotion s.c.l. 2005 zum Dr. phil. in Bochum war er 2008/2009 wissenschaftlicher Mitarbeiter am Historischen Institut der Universität Stuttgart, Abteilung Neuere Geschichte (Wolfram Pyta). Von 2009 bis 2018 war er wissenschaftlicher Mitarbeiter/Assistent am Institut für Geschichtswissenschaften der Humboldt-Universität zu Berlin, Lehrstuhl für Neueste und Zeitgeschichte (Martin Sabrow). Im September 2010 und September 2014 forschte er als Karl-Ferdinand-Werner-Fellow am Deutschen Historisches Institut Paris. Von 2011 bis 2018 Dilthey-Fellow der Volkswagenstiftung am Institut für Geschichtswissenschaften der Humboldt-Universität zu Berlin. 2012/2013 war er Member am Institute for Advanced Study. Im April 2014 lehrte er als Gastdozent am Dipartimento di Scienze Politiche e Sociali der Università di Bologna. Nach der Habilitation im Juni 2017 an der Humboldt-Universität zu Berlin (Venia Legendi für Neuere und Neueste Geschichte) lehrt er seit 2018 als Professor für Neuere Geschichte unter Berücksichtigung der westeuropäischen Geschichte an der Helmut-Schmidt-Universität in Hamburg.
Payks Arbeitsschwerpunkte sind die Internationale Geschichte des 19./20. Jahrhunderts, die Völkerrechts- und Verfassungsgeschichte, Geschichte der Bundesrepublik Deutschland, Mediengeschichte des Kalten Krieges, Kultur-, Idee- und Intellektuellengeschichte und Geschichte der USA.

## Werke (Auswahl)
- als Herausgeber mit Arnd Bauerkämper und Konrad H. Jarausch: Transatlantische Mittler und die kulturelle Öffnung Westdeutschlands von 1945 bis 1970. Vandenhoeck & Ruprecht, Göttingen 2005, ISBN 3-525-36285-4.
- Der Geist der Demokratie. Intellektuelle Orientierungsversuche im Feuilleton der frühen Bundesrepublik. Karl Korn und Peter de Mendelssohn (= Ordnungssysteme. Studien zur Ideengeschichte der Neuzeit. Band 23). Oldenbourg, München 2008, ISBN 978-3-486-58580-3 (zugleich phil. Dissertation, Bochum 2003).
- als Herausgeber mit Annette Vowinckel und Thomas Lindenberger: Cold War Cultures. Perspectives on Eastern and Western European Societies. Berghahn Books, New York (NY) 2012, ISBN 0-85745-243-6.
- Frieden durch Recht? Der Aufstieg des modernen Völkerrechts und der Friedensschluss nach dem Ersten Weltkrieg (= Studien zur internationalen Geschichte. Band 42). De Gruyter Oldenbourg, Berlin/Boston 2018, ISBN 978-3-11-057845-4 (zugleich Habilitationsschrift, HU Berlin 2016).
- als Herausgeber mit Roberta Pergher: Beyond Versailles. Sovereignty, Legitimacy, and the Formation of New Polities after the Great War. Indiana University Press, Bloomington (IN) 2019, ISBN 0-25304091-4.
- als Herausgeber mit Julia Eichenberg, Benjamin Lahusen und Kim Christian Priemel: Zeithistorische Forschungen 16 (2019), Heft 2: Zeitgeschichte des Rechts.
- als Herausgeber mit Kim Christian Priemel: Crafting the International Order. Practitioners and Practices of International Law since c. 1800. Oxford University Press, New York (NY) 2021, ISBN 978-0-19-886383-0.